# يزدانفر
كان يزدانفر أحد النبلاء الإيرانيين الذين حكموا مدينة قم باعتبارها تابعة للساسانيين. في أواخر أربعينيات وأوائل خمسينيات القرن السادس، وصل الغزاة العرب، الذين غزوا معظم الإمبراطورية الساسانية، إلى قم، حيث عقد يزدانفر معهم السلام، وأعطاهم قرية ليستقروا فيها. كان سبب ضيافته هو أن منطقته عانت في كثير من الأحيان من غارات الديلميين، والتي كان يأمل أن يُدافع عنها العرب.